# Beit Ommar
Beit Ummar, en arabe : بيت امر, est une ville arabe des Territoires palestiniens occupés située à onze kilomètres au nord-ouest d'Hébron et ā 25 kilomètres au Sud de Jerusalem. Le nom provient des mots arabes 'Bayt Al-Omara'. Il peut prendre differentes formes tels Beit Ommar, Beit Ummar, Bayt Ommar, Bet Ommar.

## Ville
Cette ville d'une superficie de 33000 acres et d'une altitude de 978 m, appartient au gouvernorat d'Hébron. En 2010, elle avait une population de 15 000 habitants répartis sur près de 3 000 foyers. 52 % des habitants sont des femmes et 60 % des résidents de la ville sont âgés de moins de 18 ans. Depuis la seconde Intifada, le chômage se situe entre 60 et 80 pour cent, principalement en raison de l'incapacité des résidents à travailler en Israël et une dépression de l'économie palestinienne. Une partie de la ville est à cheval sur la route 60 et de ce fait plusieurs propositions de la démolition des maisons ont été.
| Surif            | Kfar Etsyon, Bat Ain | Bethleem  |
| Mer Méditerranée | Beit Ommar           | Mer Morte |
|                  | Karmei Tsur, Hébron  |           |

## Économie
La principale source de revenu de Beit Ommar provient de l'agriculture. 50 % de la population sont des agriculteurs. Beit Ummar est essentiellement agricole mais est également connue pour ses vignes. Cela a un aspect important de leur tradition culinaire de feuilles de vigne farcies connu sous le nom d'Al-Waraq'inib et un sirop de raisin appelé dibs. Beit Ummar aussi a cerisiers, pruniers, pommiers et des oliviers.

## Histoire
Beit Ummar est considéré comme le site du village biblique de Maarath. La ville moderne a été nommée d'après le calife Omar ibn al-Khattab qui est supposé avoir fréquenté la ville. Beaucoup d'habitants de la ville sont des descendants de familles arabes chrétiennes et la vieille ville contient des ruines chrétiennes.

### Mosquée Nabi Matta

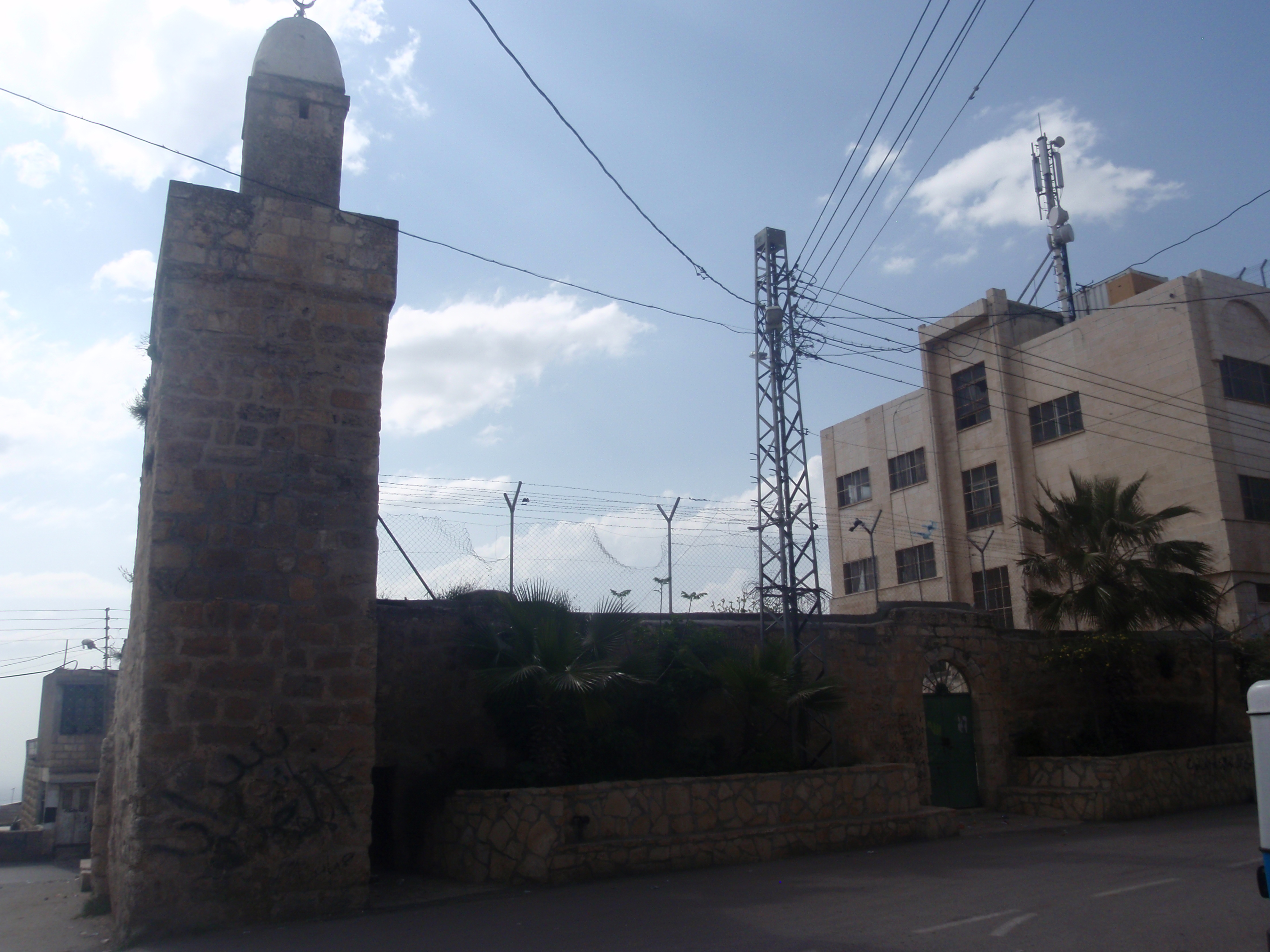
La mosquée Nabi Matta mosquée en 2011.

La principale mosquée de Beit Ommar dans les maisons de la tombe de Nabi Matta ou Amittai, le père de Jonas. Mujir ad-Din écrit que Matta était « un saint homme du peuple de la maison de la prophétie ». À proximité des maisons de Halhul, le tombeau de Jonas avec l'inscription de lecture « ibn Yunus Matta » ou « fils de Jonas Amittai », confirmant que Matta est en effet le nom arabe pour Amittai et le tombeau de Beit Ommar est dédié à Amittai[style à revoir].
En 1226, le sultan ayyoubide Malik al-Mu'azzam Musa construit une mosquée avec un minaret, sous la supervision du gouverneur de Jérusalem Rashid ad-Din al-Mu'azzami. Les Mamelouks construisent des ajouts à la mosquée et plusieurs inscriptions gravées sur sa surface[style à revoir].

## Gouvernement
La ville est devenue une municipalité le 17 avril 1997 après le démantèlement du conseil du village israélien et Hussein Badr a été nommé par l'Autorité nationale palestinienne. Le maire actuel est Nasri Sabarna. La ville se trouve actuellement dans les zones B (affaires civiles administrées par l'Autorité palestinienne) et C (affaires civiles et militaires contrôlés par Israël).
La ville est gouvernée par un conseil municipal composé de treize membres, dont le maire.
Liste des maires qui se sont succédé à la mairie de Beit Ommar :
| Période | Période  | Identité      | Étiquette    | Qualité         |
| ------- | -------- | ------------- | ------------ | --------------- |
| 1997    | 1999     | Husien Awad   | Palestiniens | Academic degree |
| 1999    | 2005     | Rashid Awad   | Palestiniens | Academic degree |
| 2005    | 2008     | Farhan Alqam  | Palestiniens | Academic degree |
| 2008    | en cours | Nasri Sabarna | Palestiniens | Academic degree |

## Galerie

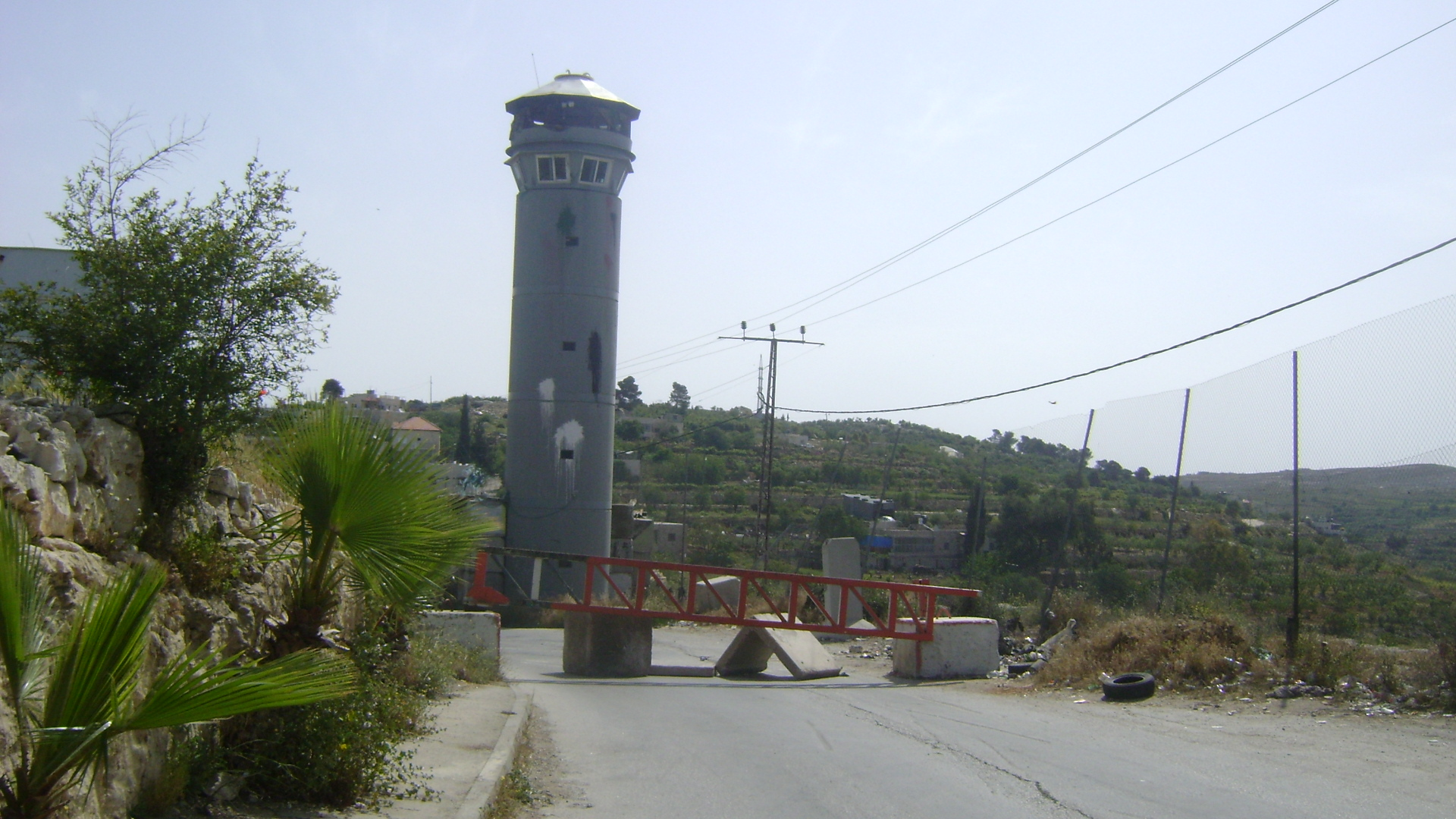
Barrage routier et mirador israéliens sur une route menant à Beit Ommar, avril 2010.
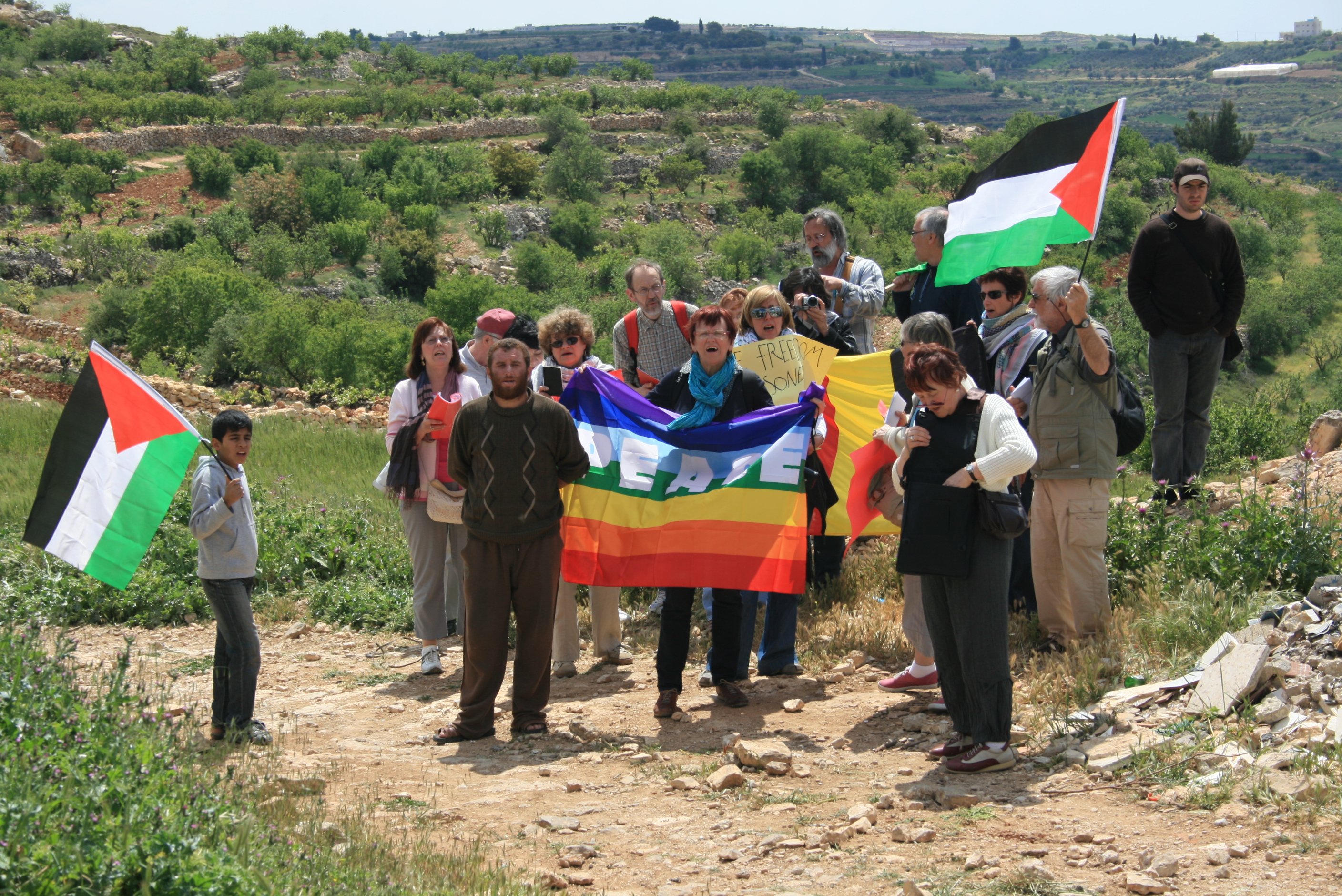
Manifestation contre la confiscation des terres, avril 2011.
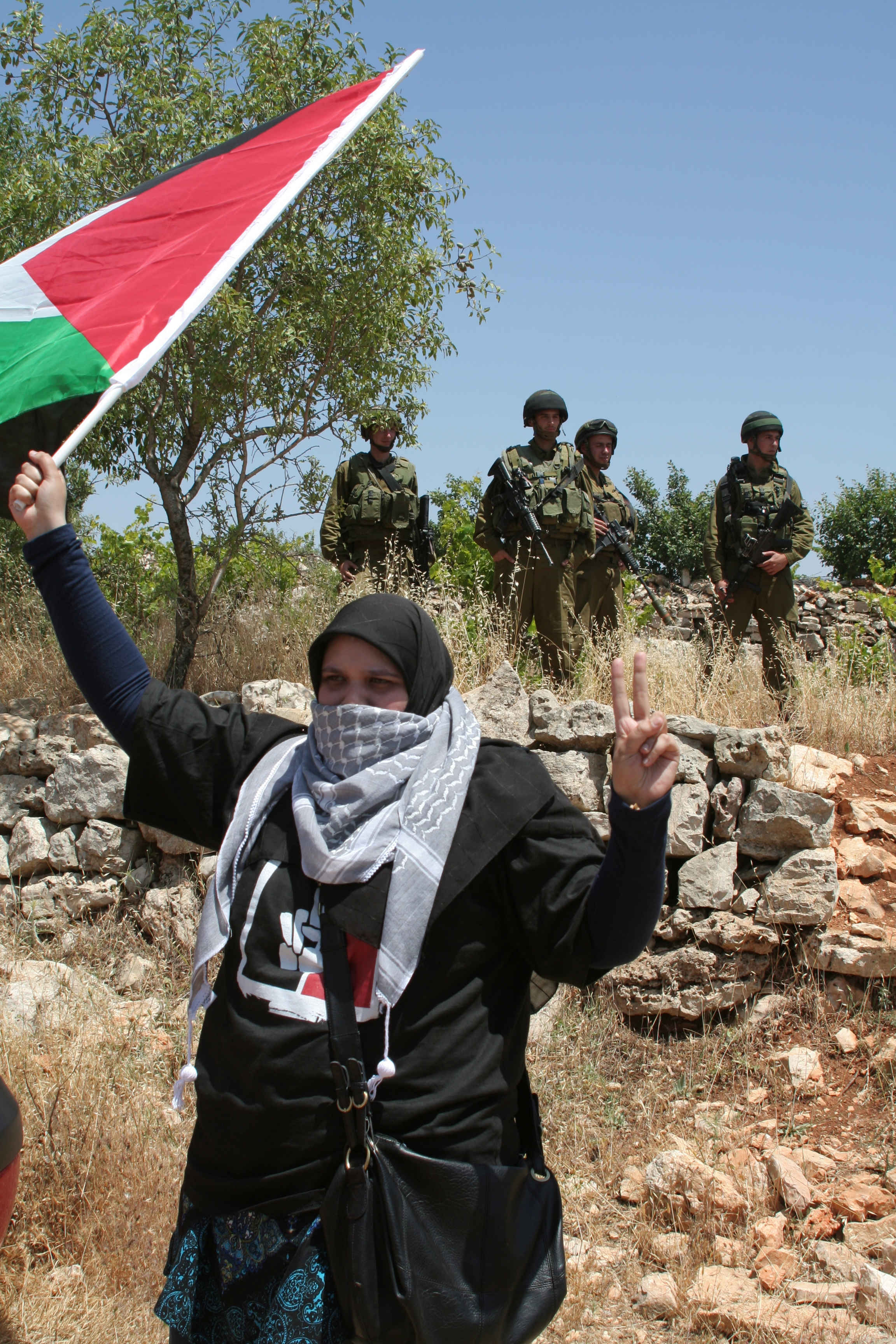
Manifestation contre l'occupation à l'occasion du Jour de la Naska, en juin 2011, sous la surveillance de militaires israéliens.
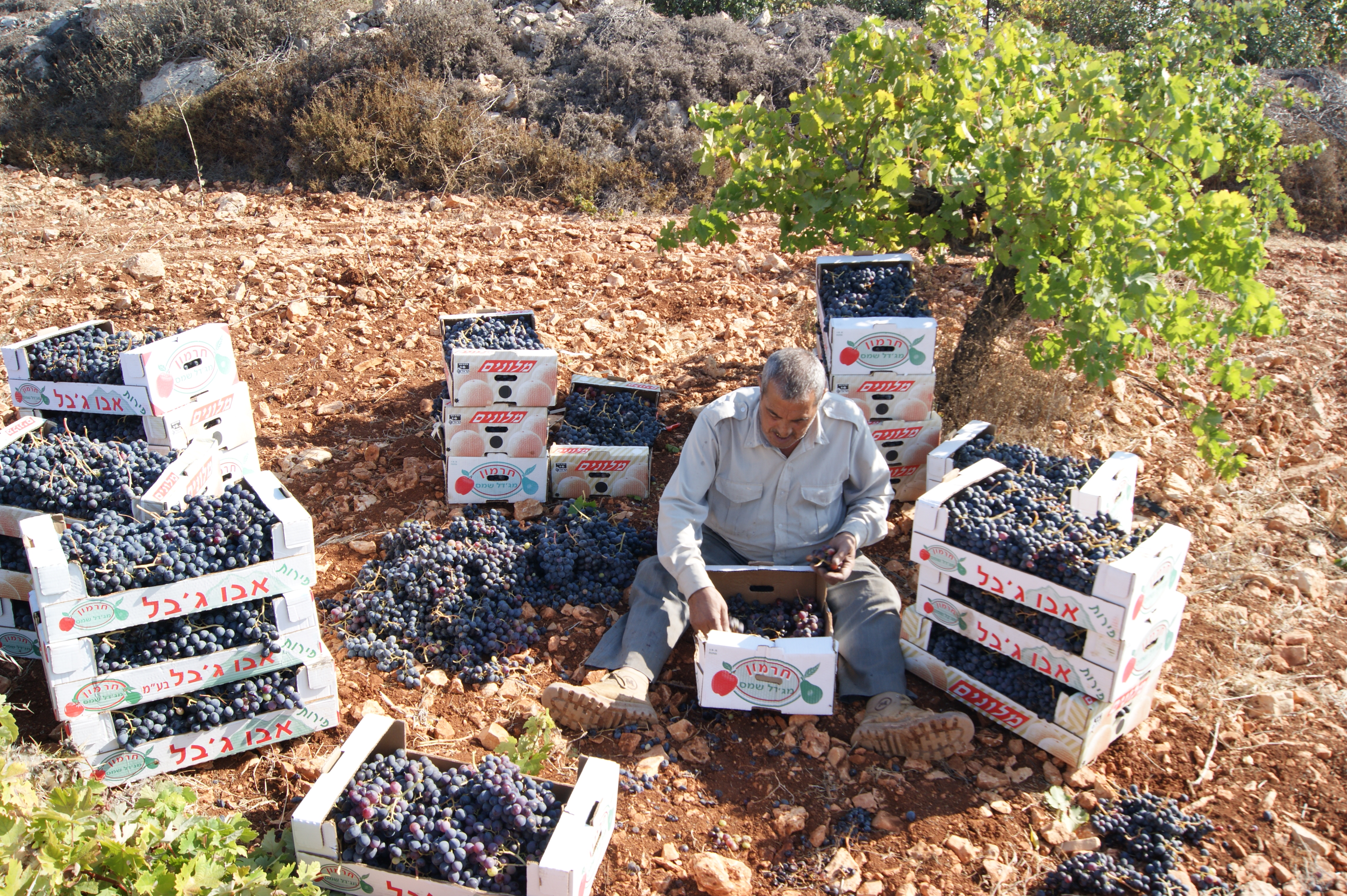
Récolte de raisin en 2011.
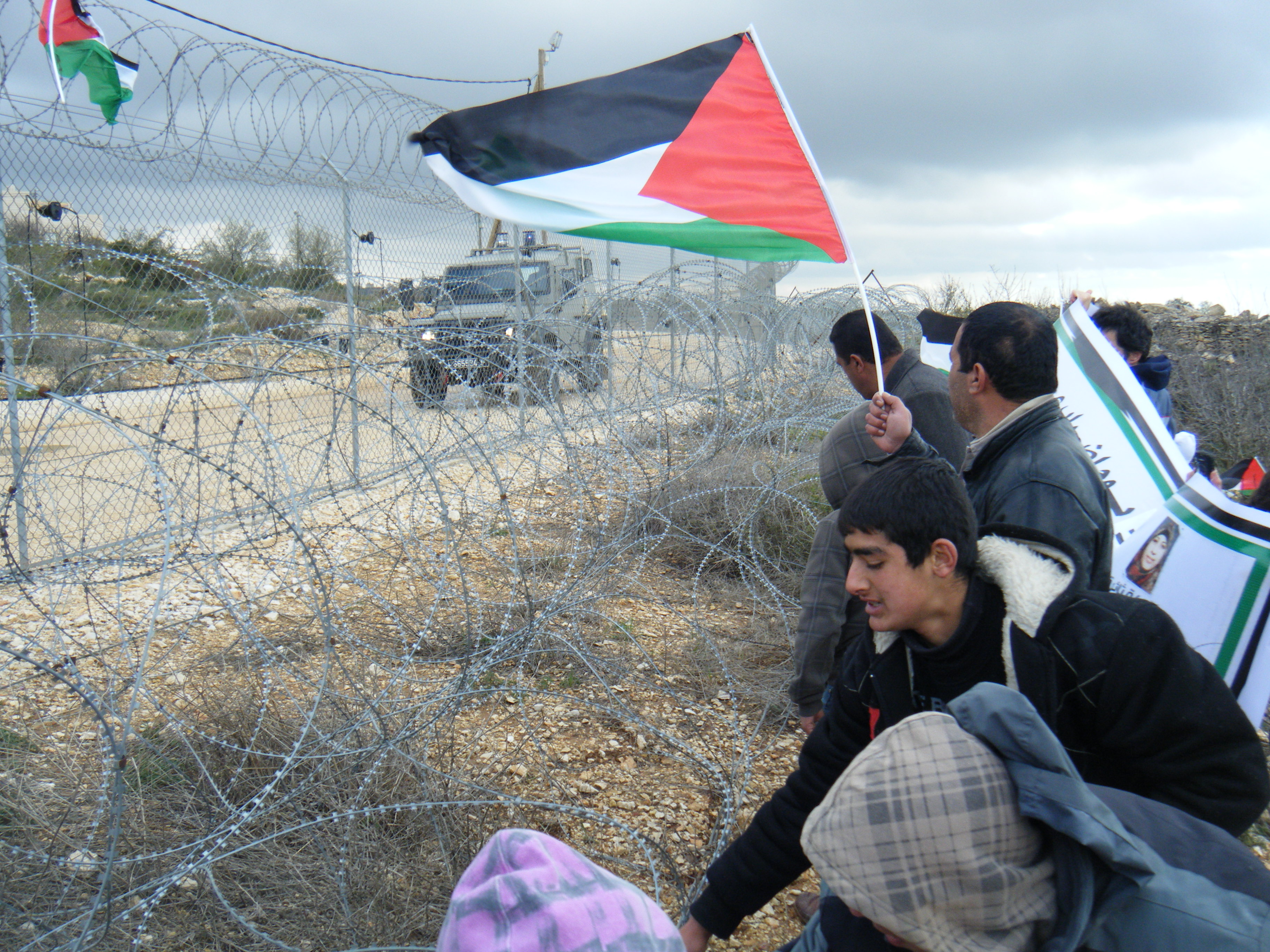
Manifestation hebdomadaire à Beit Ommar, le 17 mars 2012.
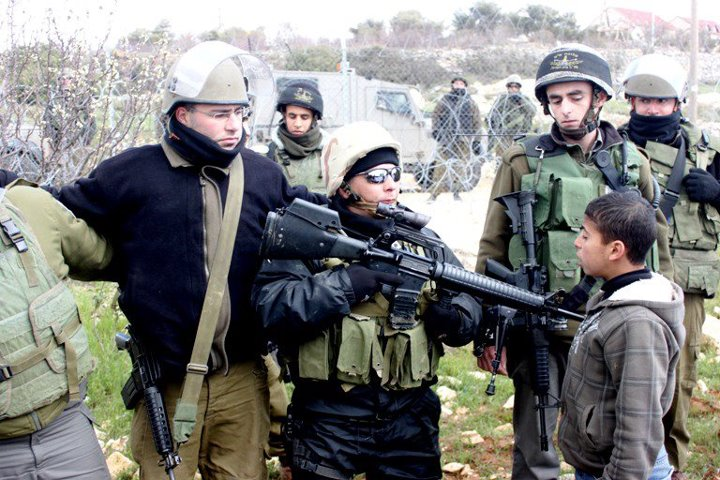
Soldats israélien lors de la manifestation hebdomadaire, le 17 mars 2012.